# رامین راستاد
رامین راستاد (زاده ۲ خرداد ۱۳۵١ در مشهد) بازیگر سینما و تلویزیون اهل ایران است.

## آثار هنری

### فیلم سینمایی
- وابل (۱۴۰۱)
- نفرین آرتا (۱۴۰۰)
- برای مرجان (۱۳۹۹)
- مشت آخر (۱۳۹۸)
- دنیای گمشده (۱۳۹۷)
- کامیون (۱۳۹۶)
- آزاد به قید شرط (۱۳۹۵)
- شام عاشقانه سه‌نفره (۱۳۹۵)
- رسوایی ۲ (۱۳۹۴)
- هدیه (۱۳۹۳) در عنوان بندی نیامده
- پایان خدمت (۱۳۹۲) در عنوان بندی نیامده
- آزاد راه (۱۳۸۹)
- ایستگاه آخر (۱۳۸۹)
- چسب زخم (۱۳۸۹)
- مرگ کسب‌وکار من است (۱۳۸۹)
- ملاقات (۱۳۸۹)
- باغ قرمز (۱۳۸۸)
- زیگزاگ (۱۳۸۸)
- برخورد خیلی نزدیک (۱۳۸۷)
- نفوذی (۱۳۸۷)
- به خاطر خواهرم (۱۳۸۶)
- تنها دو بار زندگی می‌کنیم (۱۳۸۶)
- مجنون لیلی (۱۳۸۶)
- دایره زنگی (۱۳۸۶)
- میم مثل مادر (۱۳۸۵)
- عصر جمعه (۱۳۸۴)
- طلای سرخ (۱۳۸۱)
- عشق شیشه‌ای (۱۳۷۸)
- سیاوش (۱۳۷۷)
- شهر زنان (۱۳۷۷)
- بانوی اردیبهشت (۱۳۷۶)
- روزی که هوا ایستاد (۱۳۷۶)
- حریف دل (۱۳۷۵)

### مجموعه تلویزیونی
- سوجان (۱۴۰۳)
- طوبی (۱۴۰۳)
- آزادی مشروط (۱۴۰۱)
- راز ناتمام (۱۴۰۱)
- نجلا ٢ (١۴٠١)
- زیرخاکی ٣ (١۴٠١)
- بچه مهندس ۴ (١۴٠٠)
- وارش (۱۳۹۸)
- افسانه هزارپایان (۱۳۹۶)
- نفس (۱۳۹۶)
- قصه های تبیان (۱۳۹۵)
- در قصه‌ها زندگی می‌کنند (۱۳۹۵)
- معمای شاه (۱۳۹۴)
- نفس گرم (۱۳۹۴)[۱]
- فوق سری (۱۳۹۳)
- شايد براي شماهم اتفاق بيفتد (۱۳۹۳)
- راه شیری (۱۳۹۳) اپیزود خلسه
- میلیاردر (۱۳۹۱)
- تبریز در مه (۱۳۸۹)
- جراحت (۱۳۸۹)
- دارا و ندار (۱۳۸۸)
- کلانتر ۳ (۱۳۸۸)
- عبور از پاییز (۱۳۸۸)
- مثل هیچ‌کس (۱۳۸۷)
- پیامک از دیار باقی (۱۳۸۶)
- زیر تیغ (۱۳۸۵)
- مروارید سرخ (۱۳۸۳)
- مهر و ماه (۱۳۸۲)
- داستان یک شهر ۲  (۱۳۸۰)
- باران عشق (۱۳۸۰)

### فیلم تلویزیونی
- خداحافظ المپیک (۱۴۰۱)(فیلم کوتاه)
- ابابیل (۱۳۹۱)
- پدر خوب (۱۳۹۰)
- شکارچی انسان (۱۳۸۹)

### شبکه نمایش خانگی
- داریوش (۱۴۰۳)
- ارتش سری (۱۴۰۱)
- شب‌های مافیا (۱۴۰۱)
- پوست شیر (۱۴۰۱)

### تئاتر
- "کبودان و اسفندیار‌"، کامبیز کاشفی، فرهنگسرای نیاوران، ۱۳۷۵
- "سیاوش"، علیرضا غفاری، تئاترشهر، تالار اصلی؛ ۱۳۷۷
- "روياهاى رام نشده"، سياوش طهمورث، تالار سنگلج، ١۳٨۶
- "ته خط"، حمید ابراهیمی، تئاترشهر، ۱۳۸۸
- "آگنیتاژ"، ابوذر جلالی، اجرای عمومی اهواز و رشت، ۱۳۹۵
- "گاس"، فرشاد یاری، رشت، ۱۳۹۵

### چهره‌پرداز
- بر بوم زمان (اپیزود اول) (۱۳۸۲)
- بر بوم زمان (اپیزود دوم) (۱۳۸۲)
- بر بوم زمان (اپیزود سوم) (۱۳۸۲)